# Julia Ormond
Julia Ormond (født 4. januar 1965) er en engelsk skuespiller, der i Danmark nok er bedst kendt for titelrollen i Bille Augusts film Frøken Smillas fornemmelse for sne (1997), efter romanen af Peter Høeg.

## Udvalgte film
- The Baby of Mâcon (1993)
- Legends of the Fall (1994)
- First Knight (1995)
- Sabrina (1995)
- Frøken Smillas fornemmelse for sne (1997)
- Inland Empire (2006)
- I Know Who Killed Me (2007)
- Che: Part One (2008)
- The Curious Case of Benjamin Button (2008)